# Sławomir Matczak
Sławomir Matczak (ur. 17 czerwca 1961 w Warszawie) – polski dziennikarz telewizyjny, publicysta związany z TVP. Od 3 stycznia 2024 roku dyrektor Akademii Telewizyjnej TVP SA w likwidacji.

## Życiorys
W 1984 ukończył studia na Wydziale Aktorskim w PWST w Warszawie.
Aktor Teatru Polskiego w Warszawie w latach 1984–1990. Zagrał postać Willy Neumana w Pograniczu w ogniu. Od 1991 współpracował z Telewizją Polską. Współpracował z Krajową Szkołą Sądownictwa i Prokuratury oraz Polskim Instytutem Dyplomacji. W kwietniu 2013 założył własną firmę szkoleniową „ESEMEDIA”. W październiku zarejestrował „Fundację Mała Polska” w Nepalu. W lipcu 2014 przeniesiony do Agencji Pracy Tymczasowej Leasing Team skąd w lipcu 2015 został dyscyplinarnie zwolniony. Dziennikarz programu informacyjnego Panorama w TVP2. W TVP3 i TVP Info redaktor do spraw ekonomicznych.
Wydawca serwisów TVP Info oraz programów publicystycznych Twoje Info, Twoja Sprawa oraz reportaży w programie Puls Polski. Dziewięciokrotny laureat nagrody dziennikarskiej "Ostrego Pióra". Wykładowca na wydziałach dziennikarskich i PR na Uniwersytecie Ekonomicznym w Poznaniu, w Wyższej Szkole Bankowej w Poznaniu, w Wyższej Szkole Europejskiej im ks. Tischnera w Krakowie, Uniwersytecie Śląskim w Katowicach (od 2009).
Stały współpracownik Centrum Edukacji Medialnej Polskiego Radia. Autor książki "Bistari Tryptyk himalajski" wydanej w 2021 przez wydawnictwo Novae Res.
3 stycznia 2024 roku objął stanowisko dyrektora Akademii Telewizyjnej TVP SA.

## Życie prywatne
Był mężem Jolanty Pieńkowskiej, z którą ma syna Mateusza (ur. 1987). Żonaty z Agnieszką Suwaj, z którą ma dwoje dzieci, Magdę i Mikołaja.

## Nagrody dziennikarskie
- 2005: Laureat „Ostrego Pióra”[5]
- 2008: Laureat Nagrody „Skrzydła KRD” Krajowego Rejestru Długów[6]
- 2009: Laureat Nagrody Gazety Finansowej za magazyn „Biznes” w TVP Info[7]